# Rudy Perpich
Rudolph George "Rudy" Perpich, ursprungligen Prpić, född 27 juni 1928 i Carson Lake, Minnesota (idag en del av Hibbing, Minnesota), död 12 september 1995 i Minnetonka, Minnesota, var en amerikansk politiker (demokrat) av kroatisk härkomst. Han var guvernör i delstaten Minnesota 1976–1979 och 1983–1991. Ingen annan guvernör i Minnesotas historia har återvänt till ämbetet på nytt efter en paus och ingen annan av dem har heller varit katolik. Perpich är dessutom den guvernör i Minnesota som suttit längst.
Perpich föddes i Carson Lake, Minnesota som numera är en del av staden Hibbing i samma delstat. Hans far Anton Prpić var invandrare från Kroatien och också modern var kroat-amerikan. 14 år gammal anställdes Perpich av järnvägsbolaget Great Northern Railway. Han gick i skola i Hibbing High School och tjänstgjorde i USA:s armé 1946–1947. Han utexaminerades 1954 från Marquette University Dental School och inledde därefter sin karriär som tandläkare i Hibbing. Han gifte sig 1954 med Delores "Lola" Simich.
Perpich var ledamot av delstatens senat 1963–1970 och delstatens viceguvernör 1971–1976. Senator Walter Mondale avgick 1976 efter att han hade blivit vald till USA:s vicepresident. Guvernör Wendell Anderson avgick också för att kunna bli utnämnd av Perpich till senaten som Mondales efterträdare. Perpich tillträdde som guvernör och Anderson blev senator. Båda två kandiderade 1978 till omval och förlorade mot republikanernas kandidater.
Perpich vann sedan 1982 och 1986 års guvernörsval. Han kandiderade ännu en gång, 1990, och förlorade mot Arne Carlson. Motståndaren byttes bara två veckor före valet. Jon Grunseth, som hade besegrat Carlson i republikanernas primärval, drog sin kandidatur tillbaka på grund av en sexskandal. Carlson vann valet knappt. Efter att ha lämnat guvernörsämbetet arbetade Perpich i Zagreb som rådgivare åt Kroatiens regering. Han flyttade följande år till Paris och 1993 tillbaka till Minnesota.